# Shelley Hack
Shelley Hack (Greenwich, 6 luglio 1947) è un'attrice, modella, produttrice televisiva, consulente politica e mediatica statunitense.

## Biografia
È nota per aver interpretato il ruolo di Tiffany Welles nella serie televisiva Charlie's Angels.

## Filmografia

### Cinema
- Io e Annie (Annie Hall), regia di Woody Allen (1977)
- If Ever I See You Again, regia di Joseph Brooks (1978)
- L'uomo venuto dall'impossibile (Time After Time), regia di Nicholas Meyer (1979)
- Re per una notte (The King of Comedy), regia di Martin Scorsese (1983)
- Troll, regia di John Carl Buechler (1986)
- Stepfather - Il patrigno (The Stepfather), regia di Joseph Ruben (1987)
- Arresti familiari (House Arrest), regia di Harry Winer (1996)

### Televisione
- Charlie's Angels – serie TV, 25 episodi (1979-1980)
- Death Car on the Freeway, regia di Hal Needham – film TV (1979)
- Married: The First Year – serie TV, 1 episodio (1979)
- Love Boat (The Love Boat) – serie TV, 1 episodio (1980)
- Vanities, regia di Gary Halvorson – film TV (1981)
- Houston pronto soccorso (Cutter to Houston) – serie TV, 9 episodi (1983)
- Found Money, regia di Bill Persky – film TV (1983)
- Trackdown: Finding the Goodbar Killer, regia di Bill Persky – film TV  (1983)
- Close Ties, regia di Arvin Brown – film TV (1983)
- Single Bars, Single Women, regia di Harry Winer – film TV (1984)
- Gioco tragico (Kicks), regia di William Wiard – film TV (1985)
- Jack and Mike – serie TV, 18 episodi (1986-1987)
- Frederick Forsyth Presents – serie TV, 1 episodio (1989)
- L'albergo in Vincent Street (Blind Fear), regia di Tom Berry (1989)
- Le amiche della sposa (Bridesmaids), regia di Lila Garrett – film TV (1989)
- Video assassino (The Finishing Touch), regia di Fred Gallo (1992)
- Taking Back My Life: The Nancy Ziegenmeyer Story, regia di Harry Winer – film TV (1992)
- Me, Myself and I, regia di Pablo Ferro (1992)
- Perry Mason: poker di streghe (A Perry Mason Mystery: The Case of the Wicked Wives), regia di Christian I. Nyby II – film TV (1993)
- SeaQuest – serie TV, 1 episodio (1993)
- Not in My Family, regia di Linda Otto – film TV (1993)
- Racconti di mezzanotte (Tales from the Crypt) – serie TV, 1 episodio (1994)
- Avvocati a Los Angeles (L.A. Law) – serie TV, 1 episodio (1994)
- Volo 174: caduta libera (Falling from the Sky: Flight 174), regia di Jorge Montesi – film TV (1995)
- Frequent Flyer, regia di Alan Metzger – film TV (1996)
- Un detective in corsia (Diagnosis: Murder) – serie TV, 1 episodio (1997)